# 안토니오스 페파노스
안토니오스 페파노스(Αντώνιος Πέπανος, 1866 ~ ?)는 그리스의 수영 선수이다. 그는 짐나스티키 에타이레이아 페트론 클럽의 회원으로 이것은 1923년에 파나카이코스 짐나스티코스 실로고스와 합쳐져서 현재는 파나카이키 G.C.라고 하는 클럽이기도 하다.
아테네에서 열린 1896년 하계 올림픽에 참가하기 전에 그는 자신이 거의 30살이 됐다는 것과 과거의 명성 때문에 참가에 있어서 고심을 했으나 결국에는 이 선수는 500m 자유형 종목에 출전해서 9분 57초 6을 기록, 8분 12초 6으로 1위를 한 오스트리아의 파울 네우만의 뒤를 이어서 2위를 기록했다.